# In nomine Domini
In nomine Domini (с лат. — «Во имя Господа») — булла папы римского Николая II, датированная 12 апреля 1059 года, сделавшая кардиналов-епископов единственными выборщиками римских пап.
Подтверждена каноном Латеранского собора, созванным 13 апреля 1059 года: кардиналы-епископы становились единственными выборщиками папы римского, с согласия (как определено кардиналами-епископами) кардиналов-дьяконов и кардиналов-священников (разделяемыми мирянами и императором Священной Римской империи), что положило основу для иерархического превосходства кардиналов в пределах Римско-католической церкви.
Избирательное право распространилось на всех кардиналов в период схизмы антипапы Климента III в 1084 году, и сотрудничество низшего духовенства было освобождено в 1189 году, начало учреждения Коллегии Кардиналов, которая полностью не вступала в силу до избрания папы римского Иннокентия II в 1130 году.
Булла далее заявляет, что любой антипапа, избранный вопреки процедуре, расположенной в её рамках, должен быть «подвергнут, как антихрист, и захватчик и разрушитель всего Христианства, к вечной анафеме».
Булла заменяла недавно оспоренное право назначения императора Священной Римской империи с неопределенным правом одобрения, после совета недавно назначенного кардинала Гильдебранда (будущего папы римского Григория VII). Предшественник Николая II, папа римский Стефан IX был избран в течение периода беспорядка после смерти императора Генриха III, и двенадцатью месяцами позднее смерти папы римского Виктора II, кого Генрих III установил папой римским. Избрание Стефана IX получило согласие императрицы-регентши, Агнессы Аквитанской, несмотря на упущение традиционных предварительных выборов и ожидания кардиналов для имперского назначения.
Булла сопровождалась союзом между папством и Робертом Гвискаром, который был сделан герцогом Апулии и Калабрии (которые он уже победил) и Сицилии (который он будет должен возвратить от сарацин) в обмен на ежегодную дань и гарантию безопасности Святого Престола (который начался с разрушения нескольких замков римской знати). Преемник Николая II, папа римский Александр II был посвящён без одобрения императрицы-регентши (все ещё Агнесса Аквитанская), и был таким образом противопоставлен имперскому кандидату антипапе Гонорию II.
In nomine Domini получила поддержку после подчинения императора Генриха IV папе римскому Григорию VII в Каноссе в 1077 году, хотя император формально не отказывался от привилегии папского назначения до Вормсского конкордата в 1122 году.
In nomine Domini также увеличила власть кардиналов в период Sede Vacante, которая была расширена и кодифицирована в декреталии (папском послании) папы римского Александра III, Licet de vitanda, во время Третьего Латеранского Собора (1179).